# Социалистический (Кировская область)
Социалистический — железнодорожный разъезд в Оричевском районе Кировской области в составе Спас-Талицкого сельского поселения.

## География
Расположена на расстоянии менее 5 км за восток-северо-восток от райцентра поселка   Оричи у железнодорожной линии Котельнич-Киров.

## История
Известен с 1939 года, в 1989 5 постоянных жителей .  

## Население
Постоянное население составляло 1 человек (русской национальности) в 2002 году, 3 в 2010.